# Castel Bludov
Castel Bludov è una struttura rinascimentale che si trova a Bludov, comune nel distretto di Přerov, regione di Olomouc della Repubblica Ceca. Fu edificata nel 1570 poi ricostruita nelle forme attuali.

## Storia
La prima fortificazione sul sito risale quasi certamente al 1570. Dopo la battaglia della Montagna Bianca avvenuta nel 1620 l'antico castello fu sottratto alla precedente proprietà e affidato al casato di Liechtenstein. Da quel momento venne riedificato in forme tardorinascimentali perdendo parte dell'aspetto di fortezza. In seguito venne nuovamente restaurato in forme barocche.